# Karakal
Karakal (znanstveno ime Caracal caracal), znan tudi kot »puščavski ris«, je divja mačka, ki je razširjena v Afriki, Srednji in Jugozahodni Aziji ter Indiji.
Karakal je dolg od 95 do 105 cm in visok 50 cm. Samci tehtajo od 8 do 20 kg. Karakali imajo močno telo in noge, ki mu omogočijo skok do 3 m. Imajo velika ušesa s čopki in zelo oster sluh. Zanamuje jih eden najboljših nočnih vidov med sesalci. Tako kot ostale zveri imajo dolge in ostre podočnike in zadnje kočnike. Njihovi repi so relativno kratki; ponavadi merijo okoli 35 cm. So zelo hitri in dosežejo hitrosti do 70 km/h. Med njihove naravne sovražnike spadajo hijene, pegaste sove in morda celo gepardi, ki kradejo plen.

## Življenjski prostor
Puščavski risi prebivajo v visoki suhi travi, čemur je tudi prilagojen njihov kožuh, saj je podoben suhi travi. Tako kot veliko živali, Karakali prebivajo v brlogih. Risi so aktivni podnevi in ponoči, kjer uporabljajo svoj močan nočni vid.